# Оярцун
Оярцун, Оярсун (баск. Oiartzun (офіційна назва), ісп. Oyarzun) — муніципалітет в Іспанії, у складі автономної спільноти Країна Басків, у провінції Гіпускоа. Населення — 9894 особи (2009).
Муніципалітет розташований на відстані близько 360 км на північний схід від Мадрида, 10 км на схід від Сан-Себастьяна.
На території муніципалітету розташовані такі населені пункти: (дані про населення за 2009 рік)
- Альцибар-і-Карріка: 1634 особи
- Ардітуррі: 127 осіб
- Аррагуа: 1447 осіб
- Елісальде: 3565 осіб
- Ергоєн: 923 особи
- Ітурріоц: 886 осіб
- Угальдечо: 1312 осіб

## Демографія
Динаміка населення (INE ):

## Галерея зображень

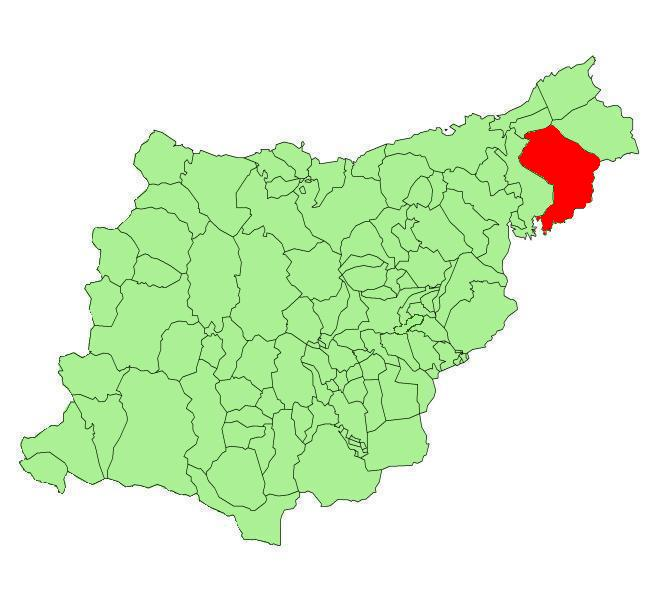
Розташування муніципалітету
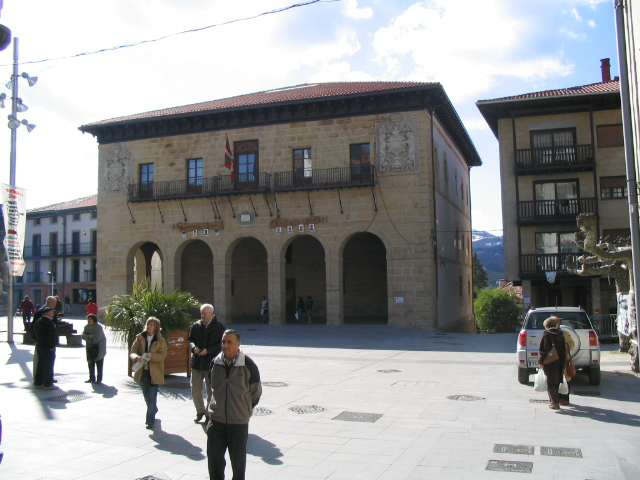
Муніципальна рада
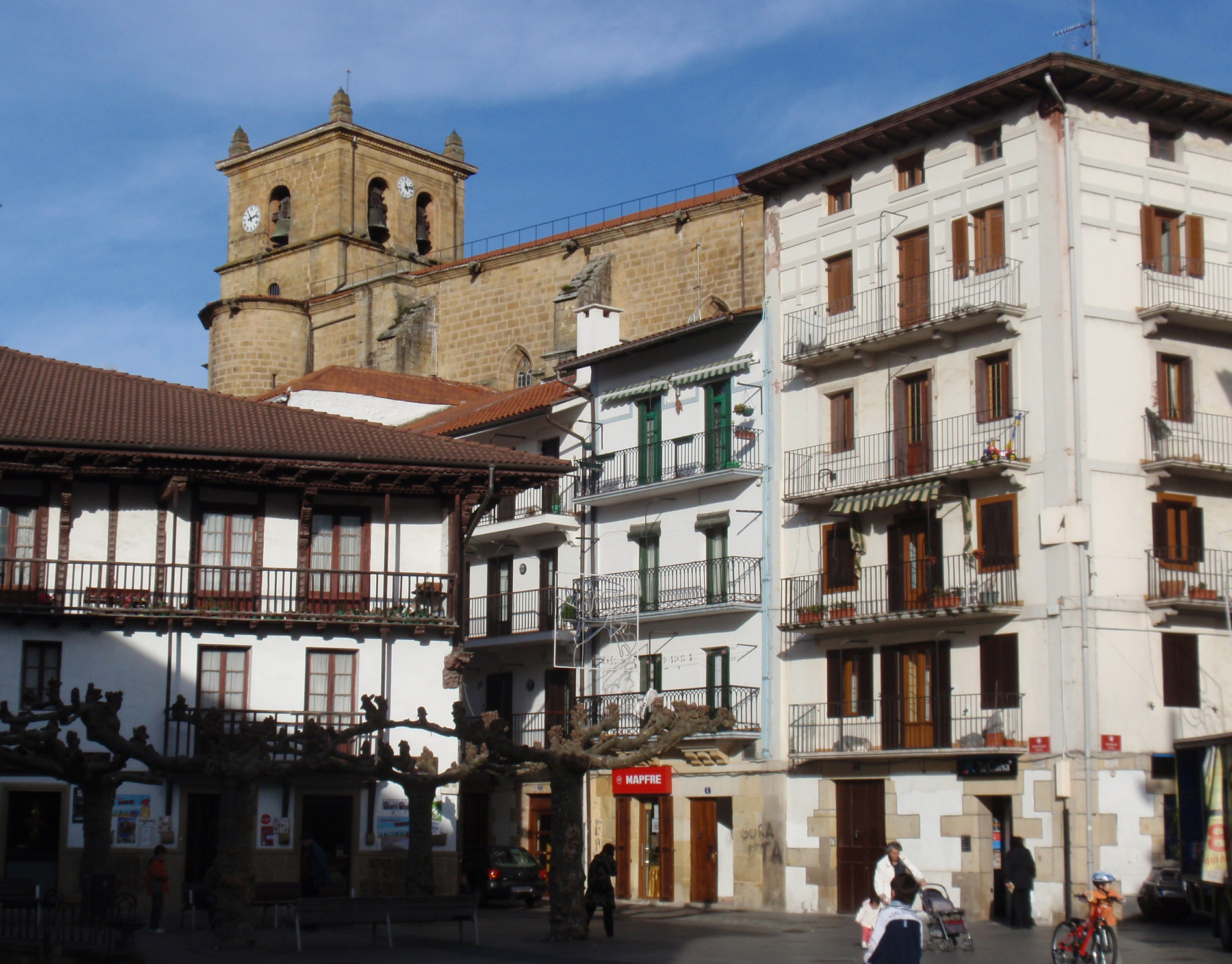
Церква Сан-Естебан